# Malin Craig

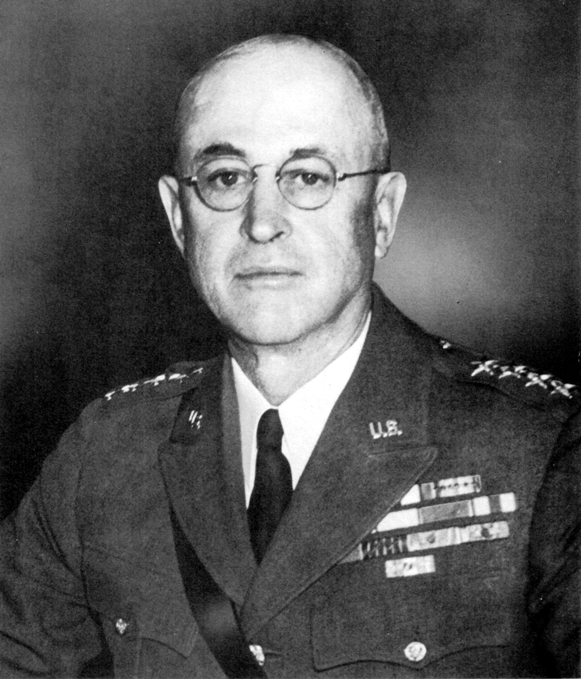
General Malin Craig

Malin Craig (* 5. August 1875 in St. Joseph, Missouri; † 25. Juli 1945 in Washington, D.C.) war ein US-amerikanischer General. Er war vom 2. Oktober 1935 bis zum 31. August 1939 der 14. Chief of Staff of the Army.

## Leben

### Herkunft
Malin Craig wurde am 5. August 1875 in St. Joseph, Missouri, als Sohn einer Familie mit starker militärischer Tradition geboren. Seine Mutter, Georgie Malin (1855–1923), war die Tochter eines Offiziers; sein Vater, Louis A. Craig I. (1851–1904), war Berufssoldat und zum Zeitpunkt von Malins Geburt Lieutenant im 6. Kavallerieregiment. Er wurde 1899 Colonel der Freiwilligenarmee und ging 1903 als Major der regulären Armee in den Ruhestand. Dessen Vater und Malins Großvater James Craig (1818–1888), Rechtsanwalt und Kongressabgeordneter, hatte im Krieg gegen Mexiko (1846/48) eine Freiwilligenkompanie geführt und war im Bürgerkrieg auf der Seite der Union Brigadier General der Freiwilligenarmee gewesen. Auch Malins Tanten, Clara und Ida, – die Schwestern seines Vaters – waren mit Armeeoffizieren verheiratet. Malin und sein 1891 geborener Bruder Louis, der später ebenfalls Offizier wurde und 1952 in den Ruhestand ging, teilten das Schicksal aller Soldatenkinder, die häufigen Umzüge zu den wechselnden Standorten des Vaters.

### Karriere bis zum Ersten Weltkrieg
Nach dem Besuch der Georgetown School und des College in Washington trat Craig 1894 in die US Military Academy in West Point ein und graduierte dort 1898 als 33. von 59 Kadetten. Im April erhielt er seine Ernennung zum Second Lieutenant im 4. US-Infanterieregiment, wechselte aber seiner Neigung folgend noch im selben Jahr zur 6. Kavallerie, dem Regiment seines Vaters, und nahm an der Eroberung Kubas im Spanisch-Amerikanischen Krieg teil.
Nach seiner Rückkehr wechselte er zum 4. Kavallerieregiment und diente während der nächsten zwei Jahre in Wyoming und Oklahoma (1898–1900). Im Jahr 1900, nach dem Ausbruch des Boxeraufstands, ging er mit dem amerikanischen Truppenkontingent unter General Adna R. Chaffee nach China (China Relief Expedition), wurde 1901 zum First Lieutenant befördert und wechselte wieder zum 6. Kavallerieregiment. Im April desselben Jahres heiratete er Genevieve Woodruff, mit der er einen Sohn, Malin jr. (* 1902), hatte. 1904 wurde er zum Hauptmann befördert und war von 1906 bis 1909  Regimentsquartiermeister in Fort Clark in Kinney, Texas. Das Army War College absolvierte er 1910 und er diente ab 1917 beim General Staff Corps.

### Erster Weltkrieg und danach
Als die USA in den Ersten Weltkrieg eintraten wurde Craig im Mai 1917 zum Major befördert, bereits im August 1917 zum temporary Oberstleutnant und im März 1918 zum temporary Oberst. Eingesetzt wurde er in Frankreich als Stabschef von General Hunter Liggett in der 41. Infanteriedivision und dann im I. Corps. Hier wurde er temporary Brigadegeneral und war am Schluss des Krieges Stabschef des Dritten Armee.
Nach dem Krieg war er wieder Mayor, dann 1920 Oberst und 1921 wieder Brigadegeneral. Als Generalmajor war er 1924/26 der Chef der US-Kavallerie und dann bis 1935 US-Kommandant in der Panamazone.

Von 1935 bis zum August 1939 war er als temporary General Generalstabschef des US-Heeres (Chief of Staff of the Army), als Nachfolger von General Douglas MacArthur. Im August 1939 trat er in den Ruhestand; Nachfolger in dem Amt wurde General George C. Marshall.

### Zweiter Weltkrieg
Im September 1941 wurde Craig als Chef des persönlichen Beraterstabes des Kriegsministers Henry L. Stimson reaktiviert. In dieser Position war er – obwohl schwer an Arteriosklerose erkrankt – vor allem mit der Verteilung und Zuweisung der amerikanischen Personalreserven auf die Streitkräfte und die Kriegsindustrie befasst.

### Tod
Craig starb am 25. Juli 1945, zehn Tage vor seinem siebzigsten Geburtstag, im Walter-Reed-Militärkrankenhaus in Washington, D.C., und wurde am 30. Juli – auf eigenen Wunsch ohne militärisches Zeremoniell – auf dem Nationalfriedhof Arlington in Virginia an der Seite seiner 1941 gestorbenen Frau Geneviève beigesetzt. Er hinterließ einen Sohn, Col. Malin Craig, Jr. (1902–1981).

## Auszeichnungen
- Craig erhielt 17 Orden und Auszeichnungen, darunter sechs von anderen Ländern.